# Kiya és a szuperhősök
A Kiya és a szuperhősök (eredeti cím: Kiya & the Kimoja Heroes) 2023-tól vetített koprodukciós 3D-s számítógépes animációs vígjátéksorozat, amelyet Kelly Dillon, Marc Dey és Robert Vargas alkotott.
Kanadában 2023. március 22-én mutatta be a Disney Junior. Magyarországon még nem mutatták be, de külföldön elérhető magyar szinkronnal a Disney+-on.

## Ismertető
A sorozat egy Kimoja City nevű kitalált afrikai helyen játszódik, és három legjobb barátnő áll a középpontjában: Kiya, Jay és Motsie. Valahányszor valami probléma van a városban, egy dob hangja hallatszik. A trió a Kristály Szemek nevű főhadiszállásukra indul, ahol felöltik szuperhős-felszerelésüket. A barátok a Crystal Eyeson kívül is felszerelkezhetnek, ha egyszerűen felveszik a kendőjüket.

## Szereplők
| Szereplő          | Eredeti hang       | Magyar hang         | Leírás |
| ----------------- | ------------------ | ------------------- | --- |
| Kiya              | Dineo du Toit      | Bak Julianna        | A Kimoja Hősök vezetője. Az ő szerkentyűje egy bot, amely energiagyűrűket hoz létre, amelyek képesek megtartani az általuk körülvett dolgokat. |
| Jay               | Ian Ho             | Kovács András Bátor | Kiya egyik barátja és szuperhős társa. Az ő szerkentyűje egy gitár, amely energiablokkokat hoz létre, amelyeket akadályként lehet használni. |
| Motsie            | Fontina Fourtounes | Schmidt Regina      | Jay húga, Kiya egyik barátja és szuperhős társa. Érdeklődési köre a görkorcsolyázás és a high-tech eszközök építése. Az ő szerkentyűje egy cipzáras szerszám, amivel megragadhat dolgokat és hintázhat rajtuk. Fel van szerelve speciális hálókkal is, amelyekkel csapdába ejthet dolgokat. |
| Daddy Jo          | Bonko Khoza        | Borbély Richárd     | Kiya apja és egy ételkocsi tulajdonosa.. |
| Bra Jabu          | N/A                | Petridisz Hrisztosz | Egy termelői stand tulajdonosa. |
| Zane / Akrobratyo | N/A                | Tóth Csanád         | Fiatal Kimoji lakos, aki Akrobratyová változik, ha nem kapja meg, amit akar. Akrobratyo, ahogy alteregója is sugallja, atletikus, és labdává tud változni, hogy gyorsabban tudjon utazni.                                                                                                   |
| MC Harmony        | N/A                | Sági Tímea          | Kimoja City rendezvénykoordinátora. |
| Búszi néni        | N/A                | Kocsis Mariann      | Kimoja City nagyhajú lakosa. |
| Haddy Collider    | Maja Vujicic       | Blazsó Regina       | Mechanikus szupergonosz, aki kütyüket készít, hogy megállítsa a Kimoja Hősöket. |
| Galaktocsiga      | Cory Doran         | Pásztor Tibor       | Haddy segítője és házi csigája. |
| Primadonna        | Tumelo Mosese      | Hegedűs Johanna     | Telekinézissel rendelkező szupergonosz, aki pusztítást végez, ha valami balul sül el. |
| Gogo Flo          | N/A                | Kovács Olga         | Kiya anyai nagymamája. |
| Shandu            | N/A                | Vámos Mónika        | Jay és Motsie édesanyja, aki fodrászként dolgozik. |
| Marianne          | N/A                | Kovács Gyopár       | Jay és Motsie másik anyja, aki szafari parkban dolgozik. |

### Magyar változat
- Főcímdal: Bak Julianna
- Bemondó: Csere Ágnes
- Magyar szöveg: Szekeres Viktor
- Dalszöveg: Nádasi Veronika
- Hangmérnök és vágó: Bogdán Gergő
- Gyártásvezető: Bogdán Anikó
- Zenei rendező: Császár Bíró Szabolcs
- Szinkronrendező: Dobay Brigitta
- Produkciós vezető: Szentes Nikolett

A szinkront az Iyuno Hungary készítette.

## Epizódok
| #   | #   | Eredeti cím                   | Magyar cím               | Rendezte                                 | Írta                                 | Eredeti premier     | Magyar premier |
| --- | --- | ----------------------------- | ------------------------ | ---------------------------------------- | ------------------------------------ | ------------------- | -------------- |
| 1.  | 1.  | Kiya and the Kite Monster     | Kiya és a sárkány szörny | Pierre-Alain Chartier és Cédric Chauveau | Robert Vargas                        | 2023. március 22.   |                |
| 1.  | 1.  | Cosmic Catastrophe            | Kozmikus katasztrófa     | Pierre-Alain Chartier és Cédric Chauveau | Christian De Vita                    | 2023. március 22.   |                |
| 2.  | 2.  | Zero to Hero                  | Senkiből hősök           | Pierre-Alain Chartier és Cédric Chauveau | Tshepo Moche és Raffaella Delle Done | 2023. március 23.   |                |
| 2.  | 2.  | Take a Step Back              | Próbálj meg lazítani     | Pierre-Alain Chartier és Cédric Chauveau | Eric Noto                            | 2023. március 23.   |                |
| 3.  | 3.  | Kiya's Potluck                | Kiya batyubálja          | Pierre-Alain Chartier és Cédric Chauveau | Khadidiatou Diouf                    | 2023. március 24.   |                |
| 3.  | 3.  | Musical Mash-Up               | Hang összeszerelés       | Pierre-Alain Chartier és Cédric Chauveau | Léa Lespagnol                        | 2023. március 24.   |                |
| 4.  | 4.  | Going Solo in a Snowglobe     |                          | Pierre-Alain Chartier és Cédric Chauveau | Christian De Vita                    | 2023. március 31.   |                |
| 4.  | 4.  | Revolting Robots              |                          | Pierre-Alain Chartier és Cédric Chauveau | Anaïs Lebeau és Roman Van Liemt      | 2023. március 31.   |                |
| 5.  | 5.  | A Little Birdy Told Me        |                          | Pierre-Alain Chartier és Cédric Chauveau | Justine Cheynet                      | 2023. április 7.    |                |
| 5.  | 5.  | The Night of 1000 Lights      |                          | Pierre-Alain Chartier és Cédric Chauveau | Anaïs Lebeau                         | 2023. április 7.    |                |
| 6.  | 6.  | Fight or Flight               |                          | Pierre-Alain Chartier és Cédric Chauveau | Tshepo Moche és Raffaella Delle Done | 2023. április 14.   |                |
| 6.  | 6.  | Clash of the Kora             |                          | Pierre-Alain Chartier és Cédric Chauveau | Franck Yaya                          | 2023. április 14.   |                |
| 7.  | 7.  | Kiya and the Boombastic       |                          | Pierre-Alain Chartier és Cédric Chauveau | Marc Dey                             | 2023. április 21.   |                |
| 7.  | 7.  | Acroboo!                      |                          | Pierre-Alain Chartier és Cédric Chauveau | Khadidiatou Diouf                    | 2023. április 21.   |                |
| 8.  | 8.  | Smelly Business               |                          | Pierre-Alain Chartier és Cédric Chauveau | Khadidiatou Diouf                    | 2023. május 12.     |                |
| 8.  | 8.  | Kiya's Monster Movie Night    |                          | Pierre-Alain Chartier és Cédric Chauveau | Robert Vargas                        | 2023. május 12.     |                |
| 9.  | 9.  | King of Pranks                |                          | Pierre-Alain Chartier és Cédric Chauveau | Christian De Vita                    | 2023. május 26.     |                |
| 9.  | 9.  | Bugging Out                   |                          | Pierre-Alain Chartier és Cédric Chauveau | Christian De Vita                    | 2023. május 26.     |                |
| 10. | 10. | Ready Set Freeze              |                          | Pierre-Alain Chartier és Cédric Chauveau | Léa Lespagnol                        | 2023. június 2.     |                |
| 10. | 10. | Honey Camp                    |                          | Pierre-Alain Chartier és Cédric Chauveau | Khadidiatou Diouf                    | 2023. június 2.     |                |
| 11. | 11. | Jay and the Super Fans        |                          | Pierre-Alain Chartier és Cédric Chauveau | Baptiste Renard                      | 2023. június 23.    |                |
| 11. | 11. | We Heart Art                  |                          | Pierre-Alain Chartier és Cédric Chauveau | Pierre-Gilles Stehr                  | 2023. június 23.    |                |
| 12. | 12. | Primadonna's Detective Agency |                          | Pierre-Alain Chartier és Cédric Chauveau | Jessica Kedward és Kirsty Peart      | 2023. július 7.     |                |
| 12. | 12. | Day of the Slugs              |                          | Pierre-Alain Chartier és Cédric Chauveau | Simon Raynaud                        | 2023. július 7.     |                |
| 13. | 13. | Galactoslug Gets His Groove   |                          | Pierre-Alain Chartier és Cédric Chauveau | Jessica Kedward és Kirsty Peart      | 2023. július 21.    |                |
| 14. | 14. | The Primadonna Puzzle         |                          | Pierre-Alain Chartier és Cédric Chauveau | Kelly Dillon                         | 2023. augusztus 4.  |                |
| 14. | 14. | Fear of Mission Out           |                          | Pierre-Alain Chartier és Cédric Chauveau | Khadidiatou Diouf                    | 2023. augusztus 4.  |                |
| 15. | 15. | Stealing the Spotlight        |                          | Pierre-Alain Chartier és Cédric Chauveau | Fernando Worcel and Nicolas Sedel    | 2023. augusztus 25. |                |
| 15. | 15. | Duel of the Inventors         |                          | Pierre-Alain Chartier és Cédric Chauveau | Christian De Vita                    | 2023. augusztus 25. |                |
| 16. | 16. | Primadonna's Bodyguards       |                          | Pierre-Alain Chartier és Cédric Chauveau | Jean De Loriol                       | 2023. szeptember 1. |                |
| 16. | 16. | The Squish Bouncer Bandit     |                          | Pierre-Alain Chartier és Cédric Chauveau | Marc Dey és Raffaella Delle Done     | 2023. szeptember 1. |                |
| 17. | 17. | Double Trouble!               |                          | Pierre-Alain Chartier és Cédric Chauveau | Fernando Worcel és Nicolas Sedel     | 2023. szeptember 8. |                |
| 17. | 17. | Size Me Up                    |                          | Pierre-Alain Chartier és Cédric Chauveau | Alain Vallejo                        | 2023. szeptember 8. |                |
| 18. | 18. | It Takes a Kimoja Village     |                          | Pierre-Alain Chartier és Cédric Chauveau | Anaïs Lebeau                         | 2023. október 20.   |                |
| 18. | 18. | Motsie's Space Race           |                          | Pierre-Alain Chartier és Cédric Chauveau | Fernando Worcel és Nicolas Sedel     | 2023. október 20.   |                |
| 19. | 19. | Who's Got Talent              |                          | Pierre-Alain Chartier és Cédric Chauveau | Fernando Worcel és Nicolas Sedel     | 2023. november 24.  |                |
| 19. | 19. | Snow in Kimoja                |                          | Pierre-Alain Chartier és Cédric Chauveau | Franck Yaya                          | 2023. november 24.  |                |

## A sorozat készítése
2021. február 25-én jelentették be, hogy az Entertainment One zöld utat adott a Kiya című sorozatnak, amely egy fiatal szuperhősről és két legjobb barátjáról szól, és 2023-ban indul több piacon világszerte. A Kiya világában sokszínű karakterek szerepelnek, akiket Dél-Afrika változatos tájai, természeti szépségei és kultúrája inspirált. A sorozat a dél-afrikai székhelyű Triggerfish produkciós cég eredeti koncepcióján alapul, és a Frogbox és az eOne fejlesztette televízió számára.
2021. június 17-én jelentették be, hogy a Disney Junior és a Disney+ felvásárolta a sorozat sugárzási és streaming jogait.